# Historische kalender
De historische kalender is een verzameling van elf wielerwedstrijden die georganiseerd worden door de ASO, RCS Sport en Unipublic, die onder andere de grote rondes organiseren. Met de wedstrijden van de UCI ProTour, vormden deze wedstrijden het klassement van de UCI Wereldkalender. Deze werden in 2011 samengevoegd tot één competitie: de UCI World Tour.

## Geschiedenis
De wedstrijden van de historische kalender stonden vroeger op de lijst van wedstrijden van de UCI ProTour. Vanwege conflicten met de Internationale Wielerunie (UCI) werden de koersen door de organisatoren uit die competitie gehaald. Een groot aantal wielerklassiekers en belangrijke etappekoersen verdwenen hiermee van de ProTour-kalender.
In 2008 kwamen de organisatoren van de grote rondes en de UCI overeen om weer samen te werken. Hiervoor werd de UCI Wereldkalender gepresenteerd. Op deze kalender staan alle koersen die nog in de ProTour zitten, aangevuld met de wedstrijden georganiseerd door de grote organisatoren, die zijn samengevoegd in de historische kalender. Uitzondering hierbij was de door ASO georganiseerde klassieker Parijs-Tours, die werd geherwaardeerd als 1.HC-koers.
Vanaf 2011 vormen deze wedstrijden, samen met deze van de UCI ProTour opnieuw één competitie: de UCI World Tour.

## Wedstrijden
De onderstaande wedstrijden stonden op de historische kalender.
| Wedstrijd            | Wedstrijdtype    | Organisator |
| -------------------- | ---------------- | ----------- |
| Parijs-Nice          | Etappekoers      | ASO         |
| Tirreno-Adriatico    | Etappekoers      | RCS Sport   |
| Milaan-San Remo      | Eendagswedstrijd | RCS Sport   |
| Parijs-Roubaix       | Eendagswedstrijd | ASO         |
| Waalse Pijl          | Eendagswedstrijd | ASO         |
| Luik-Bastenaken-Luik | Eendagswedstrijd | ASO         |
| Ronde van Italië     | Etappekoers      | RCS Sport   |
| Ronde van Frankrijk  | Etappekoers      | ASO         |
| Ronde van Spanje     | Etappekoers      | Unipublic   |
| Ronde van Lombardije | Eendagswedstrijd | RCS Sport   |